# Mazhar
El Mazhar (en árabe: مظهر‎) es un pandero de origen árabe similar al Riq pero de gran tamaño.

## Geografía
Se utiliza en todos los países del medio oriente principalmente en Egipto, Siria y Líbano.

## Usos
En la antigüedad este instrumento solo era utilizado en procesiones religiosas o en ceremonias de casamiento, durante el Zaffa. Hoy en día es utilizado principalmente en la música popular egipcia (Sha'abi) o en la danza del vientre (Raqs sharqi, bellydance, Raqs baladi).

## Características
Aproximadamente el Mazhar tiene 30 cm de diámetro y 12 cm de ancho. Tiene un parche de cuero de cabra estirado sobre un marco de madera. Además, su marco lleva 8 o 10 pares de sonajas de bronce de aproximadamente 9 cm de diámetro distribuidos uniformemente.

## Acompañamientos
Junto con el Riq, Daff y el Tar son encargados de realizar el ritmo base a fin de acompañar al Darbuka.